# Bogdan Olteanu
Bogdan Olteanu (Bucarest, 29 ottobre 1971) è un avvocato e politico rumeno, È stato Presidente della Camera dei Deputati della Romania, dal 2006 al 2008.
Olteanu è membro del Partito Nazionale Liberale dal 1991, e da allora ha ricoperto varie posizioni all'interno del partito. È stato eletto deputato per la prima volta a Bucarest nelle elezioni legislative del 2004 e nel 2005 è stato nominato Ministro Delegato per gli Affari Parlamentari nel governo di Călin Popescu Tăriceanu.
Dopo che Adrian Năstase si è dimesso dalla presidenza della Camera dei Deputati per corruzione, Olteanu è stato annunciato come candidato del partito al governo Alleanza Giustizia e Verità. Il 20 marzo 2006 ha ricevuto la maggioranza di 196 voti su 306.
Bogdan e la moglie Cristina hanno due figli, Thea (2004) e Alexandru (2006).